# Vappu Roos
Vappu Elisabet Roos (n. 20 martie 1910, Vîborg, Marele Principat al Finlandei, Imperiul Rus – d. 19 iulie 1997, Esbo, Finlanda) a fost o scriitoare și traducătoare finlandeză.

## Scrieri
- Passinne, olkaa hyvä! : pakinaa maisemista ja ihmisistä 1932–1936.   Gummerus 1938
- Dantesta Dickensiin : maailmankirjallisuuden suurimpien mestarien elämäkertoja. WSOY 1946, ed. a II-a, 1950; ed. a III-a, 1962
- Suuri maailmankirjallisuus : länsimaisen kirjallisuuden vaiheet Homeroksesta O'Neilliin. WSOY 1949, ed. a II-a, 1956; ed. a III-a, 1965
- Suolavakka : Minna Canthin ajatuksia, toimittanut Kirjallis-taiteellinen Minna Canthin seura; toimituskunta: Helle Kannila, Vappu Roos, Irene Tiittanen. Otava 1954
- Hyvä, uskollinen, altis : koiria mestarikertojien kuvaamina, ed. Vappu Roos. WSOY 1956

## Traduceri
- Thornton Wilder : Androksen nainen : roman. Gummerus 1939
- A. Olsjanski : Neuvostovakoilijana Suomessa, ruotsin kielestä suomentanut Vappu Roos. WSOY 1941
- Sven Stolpe : Döbeln : kertomus vuodelta 1813. WSOY 1942
- William Saroyan : Nimeni on Aram. Tammi 1953
- Nikos Kazantzakis: Kerro minulle, Zorbas (Zorba Grecul), ranskan kielestä suomentanut Vappu Roos. Keltainen kirjasto 2.   Tammi 1954, ed. a XIII-a, 2009
- H. E. Bates : Rakkaus Lydiaan. Tammi 1954
- Nan Inger : Myöhäinen alkusoitto. Tammi 1957
- Rowena Farre : Ystäväni Lora. Tammi 1958
- Vladimir Nabokov : Pnin. Tammi 1959
- Sally Carrighar : Pohjoisen villit vaistot. Tammi 1962
- Katherine Mansfield : Puutarhakutsut : kertomuksia, valikoiman toimittanut Vappu Roos; suomentanut Sirppa Kauppinen. Weilin + Göös 1963, ed. a II-a, 1980